# Andresito
Andresito est une ville de l'Uruguay située dans le département de Flores. Sa population est de 271 habitants.

## Population
| Année | Population |
| ----- | ---------- |
| 1963  | 135        |
| 1975  | 125        |
| 1985  | 176        |
| 1996  | 140        |
| 2004  | 271        |

Référence,: